# Dialodia negans
Dialodia negans är en insektsart som beskrevs av Nielson 1982. Dialodia negans ingår i släktet Dialodia och familjen dvärgstritar. Inga underarter finns listade i Catalogue of Life.